# Cronologia da Guerra Civil Espanhola
Esta é uma cronologia da Guerra Civil Espanhola.

## 1936
- 17 de julho: Sublevação de Melilla. Primeiro pronunciamento militar no norte da África. Início da Guerra Civil Espanhola.
- 22 de julho: Os nacionalistas conquistam Leão.
- 25 de julho: Os anarquistas conquistam Zaragoza. Albacete em poder da República.
- 1 de agosto: A França propõe à Europa um programa de não-intervenção na Espanha.
- 14 de agosto - Massacre de Badajoz contra civis e militares defensores da Segunda República.
- 27 de agosto: Primeiro bombardeio de Madrid.
- 12 de setembro: Tropas nacionalistas conquistam Irún. Franco centraliza o comando dos exércitos.
- 1 de outubro: Francisco Franco é investido chefe de governo e generalíssimo dos exércitos
- 23 de outubro: Portugal rompe relações com a República.
- 28 de outubro: Aviões russos participam pela primeira vez dos combates.
- 4 de novembro: Tropas de Franco avançam na direção de Madrid (ocupam Alcorcón, Leganes, Cuatro Vientos).
- 18 de novembro: A Alemanha e a Itália reconhecem o governo de Franco.
- 22 de dezembro: Desembarque dos fascistas italianos (camisas negras), em Cádiz.

## 1937
- 9 de janeiro: Os Estados Unidos decretam embargo de armas aos dois lados.
- Fevereiro: Os nacionalistas tomam Málaga e Antequera; ganham também a batalha de Jarama.
- 31 de março: Aviões alemães bombardeiam Durango e Ochandiano.
- 26 de abril: Aviões alemães bombardeiam Guernica.
- Maio: Grande ofensiva nacionalista no norte da Espanha (encerrada em outubro, com vitória dos nacionalistas).
- 1 de outubro: O governo republicano se transfere para Valência.
- Novembro: Estabelecidas relações comerciais entre a Espanha nacionalista e a Grã-Bretanha.
- Dezembro: Bombardeio nacionalista de Barcelona. Republicanos bombardeiam Palma de Mallorca e investem contra Teruel.

## 1938
- 2 de março: Decreto, na área nacionalista, abolindo a liberdade de expressão e de reunião.
- Junho: A França fecha a fronteira com a Espanha. Nacionalistas bombardeiam Alicante.
- Setembro: Pesado bombardeio aéreo do porto de Barcelona. Negrín anuncia, à Sociedade das Nações, a retirada dos voluntários internacionais republicanos.
- Novembro: Nacionalistas derrubam a resistência republicana no Ebro.
- Dezembro: Início da ofensiva sobre a Catalunha. O frente republicano é rompido em vários pontos.

## 1939
- Janeiro: Prossegue o avanço nacionalista na Catalunha (conquista de Artesa de Segre e Borjas Blancas). As tropas de Modesto, núcleo fundamental do exército republicano, estão praticamente destruídas.
- 21 de fevereiro: Franco preside o desfile da Vitória, em Barcelona.
- 28 de março: Tropas nacionalistas entram em Madrid.
- 1 de abril: Tropas nacionalistas alcançam seus derradeiros objetivos militares. Fim da guerra.